# Taima-Taima
Taima-Taima is een Laat-Pleistocene archeologische site, ca. 20 kilometer ten oosten van Santa Ana de Coro, in de Venezolaanse deelstaat staat Falcón. De menselijke bewoning in Taima-Taima begon ca. 14.000 jaar geleden.

## Onderzoek
Onderzoek begon in 1964 met José Cruxent (1911-2005), Alan Bryan, Rodolfo Casamiquela, Ruth Gruhn en Claudio Ochsenius.
De vroegste menselijke aanwezigheid gaat terug tot 14.200 - 12.980 jaar geleden, tijdens de vroege lithische periode. Dit wijst op een pre-Clovis vestigingsplaats in Zuid-Amerika. De site wordt als bewijs gezien voor een vroegere aanwezigheid van mensen in Zuid-Amerika dan voorheen werd aangenomen. 
Cruxent ontdekte een bot van een mastodont, dat was doorboord door een stenen speerpunt. Een geologische- en koolstofdatering van de vondst leverde een datum van 13.000 BP (Before Present, 11.000 v.Chr.)
Fossielen van Xenorhinotherium, een uitgestorven kameel-achtig dier uit het Pleistoceen, zijn in Taima-Taima gevonden. Vergelijkbare vondsten werden gedaan in Muaco, Cuenca del Lago en in Brazilië. 

## El Jobo projectielpunten
In Taima-Taima ontdekte José Cruxent El Jobo-projectielpunten, waarvan wordt aangenomen dat het de vroegste artefacten zijn in Zuid-Amerika, tot 16.000 BP. Dit was een belangrijke ontdekking voor de Paleo-indiaanse archeologie.
De dubbele El Jobo-punten werden gevonden in de vallei van de rivier Pedregal en waren vooral verspreid in Noordwest-Venezuela, van de Golf van Venezuela tot de hoge bergen en valleien. Ze werden gebruikt door jager-verzamelaars die binnen een bepaald territorium bleven. El Jobo-punten werden waarschijnlijk gebruikt om op grote zoogdieren te jagen.
De Joboïde punten zijn gegroepeerd in vier opeenvolgende complexen: De vroegste was Camare, dan Las Lagunas, El Jobo en Las Casitas.  De Camare en Las Lagunas-complexen missen stenen projectielpunten. Het Camare-gereedschapcomplex is gedateerd op 22.000 - 20.000 jaar geleden. Het El Jobo-gereedschapcomplex is gedateerd op 16.000 - 9000 jaar geleden.